# 山脇由貴子
山脇 由貴子（やまわき ゆきこ、1969年 - ）は、日本の心理学者。東京都生まれ。横浜市立大学文理学部心理学専攻卒業。東京都に心理職として入都し、都内児童相談所に19年間勤務。職名は東京都児童相談所心理司。退職後はカウンセリングのために心理オフィスを設立した。自身が監修したDVD「いじめは見えない!!」（日本経済出版社）は日本視聴覚協会優秀賞を受賞した。

## 著書
- 『子育てをしない男には女のスゴサがわからない』ポプラ社 2000.11
- 『あの子が部屋から出てこないのはどうしてだろう?』ポプラ社 2003.4
- 『出会いを求める少女たち 子どものこころカウンセリング』信山社出版 2004.5
- 『教室の悪魔 見えない「いじめ」を解決するために』ポプラ社 2006.12  のち文庫
- 『モンスターペアレントの正体 クレーマー化する親たち』中央法規出版 2008.3 （シリーズcura)
- 『あなたのまわりのあぶない人たち 自分を守る心理マニュアル』大和書房 2008.5
- 『友だち不信社会 「となりのウワサ」が怖い』2010.4 （PHP新書）
- 『大人はウザい! 』筑摩書房 2010.4 （ちくまプリマー新書
- 『職場であなたを困らせる病的人格者たち』講談社 2011.5 （こころライブラリー)

## TV出演
- バイキング（フジテレビ、2019年6月13日）
- スッキリ（日本テレビ、2019年6月10日）
- 直撃LIVE グッディ!（フジテレビ、2019年6月10日）
- Nスタ（TBSテレビ、2019年6月10日）
- Live News it!事前取材コメント紹介（フジテレビ、2019年6月10日）
- バイキング（フジテレビ、2019年6月7日）
- 羽鳥慎一モーニングショー（テレビ朝日、2019年3月6日）
- NEWS23（TBS、2019年2月25日）
- 報道プライムサンデー（フジテレビ、2019年2月10日）
- ひるおび!（TBS、2019年2月6日）
- バイキング（フジテレビ、2019年2月5日・7日・18日）
- 週刊ニュース深読み（NHK、2012年8月25日）
- news zero（日本テレビ、2019年9月2日)
- 梅沢富美男のズバッと聞きます！ （宮根＆一茂の昭和世代vs平成世代！生討論SP、フジテレビ、2019年9月18日）